# Ivan Scarponi
Ivan Scarponi (Roma, 14 marzo 1986) è un cestista italiano. È attualmente svincolato.

## Carriera
Ha disputato i campionati europei Under-20 del 2006 svoltisi in Turchia.

## Palmarès
- Campionato italiano: 1

Siena: 2003-2004